# Václav Sládek (filolog)
O politikovi pojednává článek Václav Sládek.

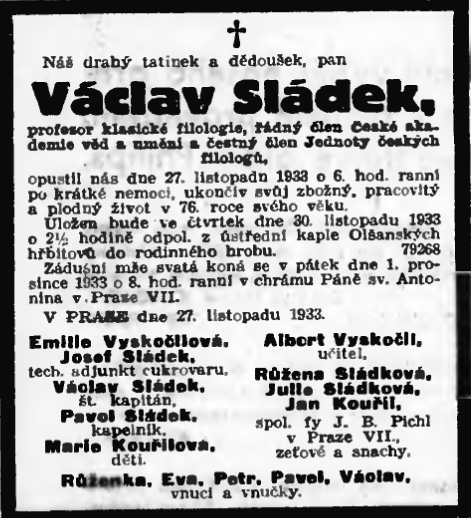
Václav Sládek, úmrtní oznámení

Václav Sládek (20. ledna 1858 Zbiroh – 27. listopadu 1933 Praha) byl český klasický filolog, mladší bratr básníka Josefa Václava Sládka.

## Život
Narodil se ve Zbirohu zednickému mistru Petru Sládkovi a jeho manželce Antonii, dceři zbirožského pekaře Josefa Mizery. Jeho staršímu bratrovi, pozdějšímu básníkovi, bylo v té době dvanáct let.
Vystudoval filozofii a byl profesorem na gymnáziích v Praze (1882-84), Vysokém Mýtě (1884-1900) a znovu v Praze (1900-1927), na malostranském gymnáziu. Byl řádným členem České akademie a čestným členem Jednoty českých filologů.

### Rodinný život
Dne 4. září 1886 se v Nebušicích oženil s Marií, rozenou Güttlerovou (13. 5. 1864-??), dcerou nebušického starosty a statkáře. Manželé měli šest dětí, které se narodily v letech 1890-1907.

## Dílo

### Vlastní publikace
- Dějiny řecké literatury doby klassické (V Praze, Nákladem Jednoty českých filologů, 1898)
- Byl spolupracovníkem Ottova slovníku naučného[9]

### Překlady
- Platonovy Zákony (Praha, Česká akademie věd a umění, Bursík & Kohout distributor, 1926)
- Dionysiův neb Longinův spisy "O vznešenu" (přeložil Václav Sládek, autor Dionysius Halicarnassensis, asi 63 př. Kr.-asi 8 př. Kr., v Praze, Spolek přátel antické kultury, 1931)

Svému bratrovi Josefu Václavovi pomáhal v obtížných překladech, především děl Wiliama Shakespeara.

## Zajímavost
O dobrém vztahu bratří Václava a Josefa Václava svědčí, že Josef Václav Sládek byl svědkem na Václavově svatbě. Též věnoval svému bratru třetí knihu (Jiné básně) své sbírky básní Sluncem a stínem.